# Elektrische Oberleitungs-Automobillinie Gmünd
| Ein Oberleitungs-Automobil vor dem alten Bahnhof |            |                                      |                                      |
| Streckenlänge: | 2,880 km   |                                      |                                      |
| Stromsystem: | 440 Volt = |                                      |                                      |
| Maximale Neigung: | 40 ‰       |                                      |                                      |
| Streckengeschwindigkeit: | 15 km/h    |                                      |                                      |
| |            |                                      |                                      |
| \| \| \| Übergang zur Franz-Josephs-Bahn \| \| \| \| 0,000 \| Gmünd-Bahnhof (1909 bis 1916) \| Gmünd-Bahnhof (1909 bis 1916) \| \| \| 0,20 \| Waldviertler Schmalspurbahnen \| Waldviertler Schmalspurbahnen \| \| \| 0,50 \| Waldviertler Schmalspurbahnen \| Waldviertler Schmalspurbahnen \| \| \| 0,60 \| Waldviertler Schmalspurbahnen \| Waldviertler Schmalspurbahnen \| \| \| 0,70 \| Gmünd-Bahnhof (1907 bis 1909) \| Gmünd-Bahnhof (1907 bis 1909) \| \| \| 0,80 \| Waldviertler Schmalspurbahnen \| Waldviertler Schmalspurbahnen \| \| \| 0,80 \| links: bis 1909 / rechts: ab 1909 \| links: bis 1909 / rechts: ab 1909 \| \| \| 2,20 \| heutige Grenze Tschechien–Österreich \| heutige Grenze Tschechien–Österreich \| \| \| 2,30 \| Lainsitz \| Lainsitz \| \| \| 2,60 \| Gmünd Stadtplatz Nr. 4 (Postamt) \| Gmünd Stadtplatz Nr. 4 (Postamt) \| \| \| 2,880 \| Remise (Schremser Str. / Walterstr.) \| Remise (Schremser Str. / Walterstr.) \| |            |                                      |                                      |
| |            | Übergang zur Franz-Josephs-Bahn      |                                      |
| U-Bahn-Kopfbahnhof Streckenanfang (Strecke außer Betrieb) | 0,000      | Gmünd-Bahnhof (1909 bis 1916)        | Gmünd-Bahnhof (1909 bis 1916)        |
| U-Bahn-Kreuzung mit Eisenbahn (Strecken außer Betrieb) | 0,20       | Waldviertler Schmalspurbahnen        | Waldviertler Schmalspurbahnen        |
| U-Bahn-Kreuzung mit Eisenbahn (Strecken außer Betrieb) | 0,50       | Waldviertler Schmalspurbahnen        | Waldviertler Schmalspurbahnen        |
| U-Bahn-Kreuzung mit Eisenbahn (Strecken außer Betrieb) | 0,60       | Waldviertler Schmalspurbahnen        | Waldviertler Schmalspurbahnen        |
| U-Bahn-Kopfbahnhof Streckenanfang (Strecke außer Betrieb) · U-Bahn-Strecke (außer Betrieb) | 0,70       | Gmünd-Bahnhof (1907 bis 1909)        | Gmünd-Bahnhof (1907 bis 1909)        |
| U-Bahn-Kreuzung mit Eisenbahn (Strecken außer Betrieb) · U-Bahn-Strecke (außer Betrieb) | 0,80       | Waldviertler Schmalspurbahnen        | Waldviertler Schmalspurbahnen        |
| U-Bahn-Strecke nach links (außer Betrieb) · U-Bahn-Abzweig geradeaus und von rechts (Strecke außer Betrieb) | 0,80       | links: bis 1909 / rechts: ab 1909    | links: bis 1909 / rechts: ab 1909    |
| U-Bahn-Grenze (Strecke außer Betrieb) | 2,20       | heutige Grenze Tschechien–Österreich | heutige Grenze Tschechien–Österreich |
| U-Bahn-Brücke über Wasserlauf (Strecke außer Betrieb) | 2,30       | Lainsitz                             | Lainsitz                             |
| U-Bahn-Bahnhof (Strecke außer Betrieb) | 2,60       | Gmünd Stadtplatz Nr. 4 (Postamt)     | Gmünd Stadtplatz Nr. 4 (Postamt)     |
| U-Bahn-Betriebs-/Güterbahnhof Streckenende (Strecke außer Betrieb) | 2,880      | Remise (Schremser Str. / Walterstr.) | Remise (Schremser Str. / Walterstr.) |

Die Elektrische Oberleitungs-Automobillinie Gmünd, auch Elektrischer Oberleitungs-Automobil-Verkehr der Stadt Gmünd, war ein Oberleitungsbus-Betrieb in Niederösterreich. Die 2,880 Kilometer lange Strecke verband den peripher gelegenen Bahnhof von Gmünd in der Siedlung Gmünd-Bahnhof – heute České Velenice in Tschechien – mit der Gmünder Innenstadt. Sie war das erste Oberleitungsbus-System in Österreich und zugleich das erste auf dem Gebiet der heutigen Tschechischen Republik.

## Geschichte

Die Brücke über die Lainsitz

Bereits 1869 erhielt die Stadt Gmünd durch die Franz-Josefs-Bahn ihren Anschluss an das österreichische Eisenbahnnetz. Jedoch lag der Bahnhof aus militärstrategischen Gründen etwa zwei Kilometer außerhalb der Stadt, man wollte im Falle eines Krieges genügend erweiterungsfähigen Raum für Militärtransporte haben. So entstand der Bedarf für ein lokales Verkehrsmittel, um der Bevölkerung den Fußweg von und zum Bahnhof zu ersparen. Zunächst richteten die Hoteliers Petter und Assmann eine Pferdeomnibusverbindung ein, nachdem Gmünd später ein Elektrizitätswerk erhalten hatte, kam 1906 der Gedanke an eine gleislose Bahn auf. Diese führte die damalige Gemeindevertretung gegen den Willen der Bevölkerung ein, damals gab es nämlich noch keine brauchbaren Vorbilder. Mit der Errichtung der Anlage betraute die Stadt das Unternehmen Austro-Daimler aus Wiener Neustadt. Als Baukosten waren 33.000 Österreichische Kronen vereinbart, diese musste die Gemeinde innerhalb von drei Jahren ab Fertigstellung bezahlen.
Der fahrplanmäßige Betrieb wurde am 12. Juli 1907 aufgenommen, die gleislose Bahn löste damals die Pferdeomnibusse ab. Am 16. Juli erfolgte schließlich unter Anwesenheit von Erzherzog Rainer Ferdinand von Österreich die offizielle Eröffnung, übermäßige Regenfälle verhinderten jedoch eine Ausfahrt. Die Gmünder Linie war zwar der erste Oberleitungsbusbetrieb in Cisleithanien, nicht jedoch der erste Österreich-Ungarns. Denn im Landesteil Transleithanien verkehrten bereits 1904 die gleislose Bahn Poprád–Ótátrafüred und die gleislose Bahn Hermannstadt.
Neben Personen wurden auch Postsendungen befördert, der Betrieb wurde deshalb von der Stadt Gmünd gemeinsam mit der Kaiserlich und königlichen Post geführt. Nicht zuletzt deshalb befand sich die stadtseitige Endstation vor dem damaligen Postamt, dem Haus Stadtplatz Nummer 4. Die Strecke war ursprünglich 2,2 Kilometer lang, davon wurden jedoch nur 1,9 Kilometer mit Fahrgästen zurückgelegt. Die letzten 300 Meter waren eine reine Betriebsstrecke auf dem Weg zur abseits der eigentlichen Linie gelegenen Wagenremise. Auf dem letzten Abschnitt wurden somit keine Fahrgäste befördert. Die Remise befand sich in der Schremser Straße an der Ecke Walterstraße, hierbei handelte es sich um einen Anbau an das damalige Amtshaus der Stadt Gmünd (Rathaus). Die Gleislose Bahn bediente die Strecke zwischen 5:40 und 20:50 Uhr sechzehnmal in beide Richtungen. Eine Fahrt kostete 20 Heller, für Stammkunden standen Mehrfahrtenkarten für 50 Fahrten zur Verfügung.

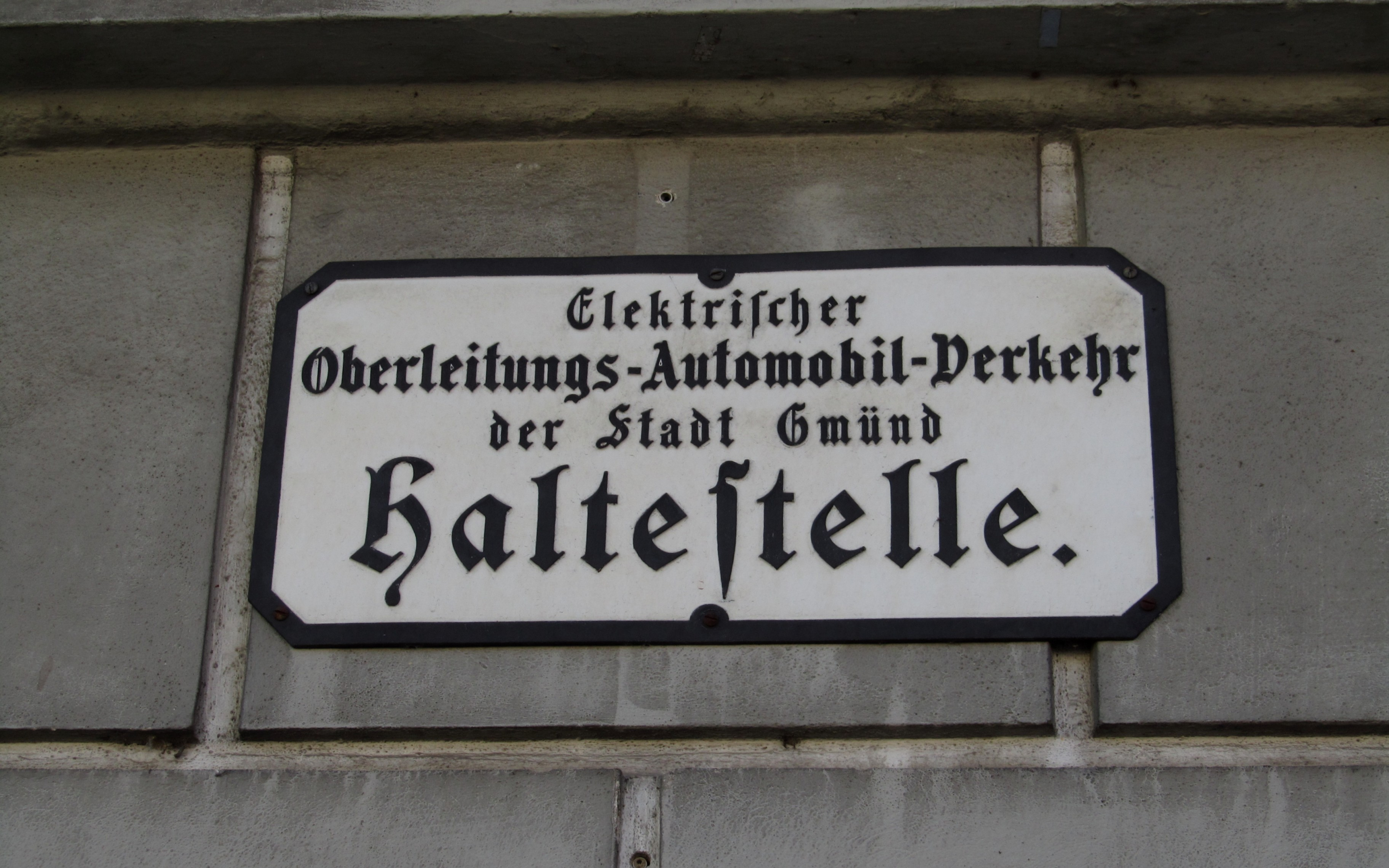
Haltestellenschild, 2011

Infolge der 1909 erfolgten Verlegung des Gmünder Bahnhofs musste auch die Oberleitungs-Automobillinie verändert werden. Die ersten 100 Meter der Strecke wurden aufgegeben, stattdessen wurde ein 800 Meter langer neuer Streckenabschnitt errichtet. Die gesamte Betriebslänge der Anlage betrug fortan 2880 Meter, davon wurden 2,6 Kilometer mit Fahrgästen befahren. Gleich dreimal (bis 1909 nur einmal) kreuzten die Oberleitungs-Automobile jetzt die Gleise der Waldviertler Schmalspurbahnen (in der Trassierung von vor 1950), die bisherige Querung wurde hingegen aufgelassen.
Schon neun Jahre nach ihrer Eröffnung musste die Gmünder Linie jedoch kriegsbedingt wieder eingestellt werden, so mangelte es beispielsweise an Autoreifen. Als weitere Gründe wurden aufwändige Reparaturen und die mangelnde Rentabilität angeführt. Letzter Betriebstag war der Freitag, der 14. Juli 1916. Eine Wiedereröffnung nach dem Krieg scheiterte unter anderem daran, dass die Kupfer-Oberleitung noch im letzten Kriegsjahr 1918 dem Kaiserlich und königlichen Kriegsministerium abgeliefert werden musste, sie wurde als kriegswichtiger Rohstoff der Rüstungsindustrie zugeführt. Erschwerend hinzu kam, dass infolge des verlorenen Krieges ein Großteil der Strecke fortan in der damals neu gegründeten Tschechoslowakei lag. Die Gmünder Remise wurde anschließend der örtlichen Freiwilligen Feuerwehr überlassen. Der letzte Oberleitungsmast stand vierzig Jahre lang in der Straße Československé legií in České Velenice. Als weiteres Relikt blieb im Zentrum von Gmünd ein historisches Haltestellenschild erhalten, welches heute denkmalgeschützt ist.

## Infrastruktur

Wagen 1 begegnet einem Dampftriebwagen der NÖLB, damals herrschte noch Linksverkehr

Zur Anwendung in Gmünd kam das System Mercédès-Électrique-Stoll von Austro-Daimler, auch System Elektro-Daimler-Stoll genannt. Dieses Prinzip wurde in Gmünd erstmals praktiziert, später wurden nach Gmünder Vorbild noch 18 weitere gleichartige Anlagen errichtet. Darunter neben weiteren Betrieben in Österreich auch welche in Böhmen, im Deutschen Reich, in Frankreich, in Großbritannien, in der Schweiz, in Südafrika und in Ungarn.
Die Gmünder Oberleitungs-Automobillinie war durchgehend einspurig, begegneten sich die beiden Wagen, so mussten diese – typisch für das System Mercédès-Électrique-Stoll – kurz anhalten und die Zuleitungen zu den Kontaktwägelchen austauschen. Sie fuhren anschließend mit dem Stromabnehmer des entgegenkommenden Wagens weiter. Wendeschleifen oder Luftweichen gab es ebenfalls keine. An den Endpunkten wendete zwar das Fahrzeug, nicht jedoch das Stromabnehmerwägelchen. Dieses wurde einfach in der entgegengesetzten Richtung zurückgezogen. Die Oberleitung wurde überwiegend an hölzernen Oberleitungsmasten befestigt, in den bebauten Abschnitten entsprechend mittels Oberleitungsrosetten an den Gebäuden. Als Fahrspannung diente 440 Volt Gleichstrom.

## Fahrzeuge

Wagen 1 mit dem Postabteil

Zur Betriebseröffnung im Juli 1907 stand zunächst nur ein Motorwagen mit der Nummer 1 zur Verfügung, er verfügte über 14 Sitzplätze, zehn Stehplätze und ein Postabteil. Schon im Herbst 1907 wurde aufgrund des großen Nachfrage ein zweiter Wagen mit der Nummer 2 nachbestellt, er wurde im Jänner 1908 ausgeliefert. Dieser war weitgehend baugleich, verfügte jedoch statt des Postabteils über vier zusätzliche Sitzplätze, das heißt 18 statt 14 – beziehungsweise zwei zusätzliche Stehplätze, das heißt zwölf statt zehn. Die Fahrzeuge waren fünf beziehungsweise 5,5 Meter lang, hatten eine Masse von 3,5 Tonnen und erreichten eine Höchstgeschwindigkeit von 15 km/h. 
Besonders charakteristisch für die Fahrzeuge nach dem Patent Mercédès-Électrique-Stoll waren die Radnabenmotoren. Bei den beiden Gmünder Fahrzeugen wirkten diese auf die Vorderachse, während sie bei den meisten anderen Betrieben nach diesem System die Hinterachse antrieben, seltener auch beide Achsen. Anhängerbetrieb gab es in Gmünd nicht.
1921 – und damit erst fünf Jahre nach der Betriebseinstellung – wurden die beiden Motorwagen schließlich der Gemeinde Wiener Neustadt verkauft, wo es jedoch keine Obus-Anlage gab. Nach einer anderen Quelle kaufte der Betreiber die Wagen, ließ sie auf Benzinantrieb umbauen und führte sie militärischen Zwecken zu. Ihr weiterer Verbleib ist unbekannt.

## Nachbau eines Wagens nach historischem Vorbild

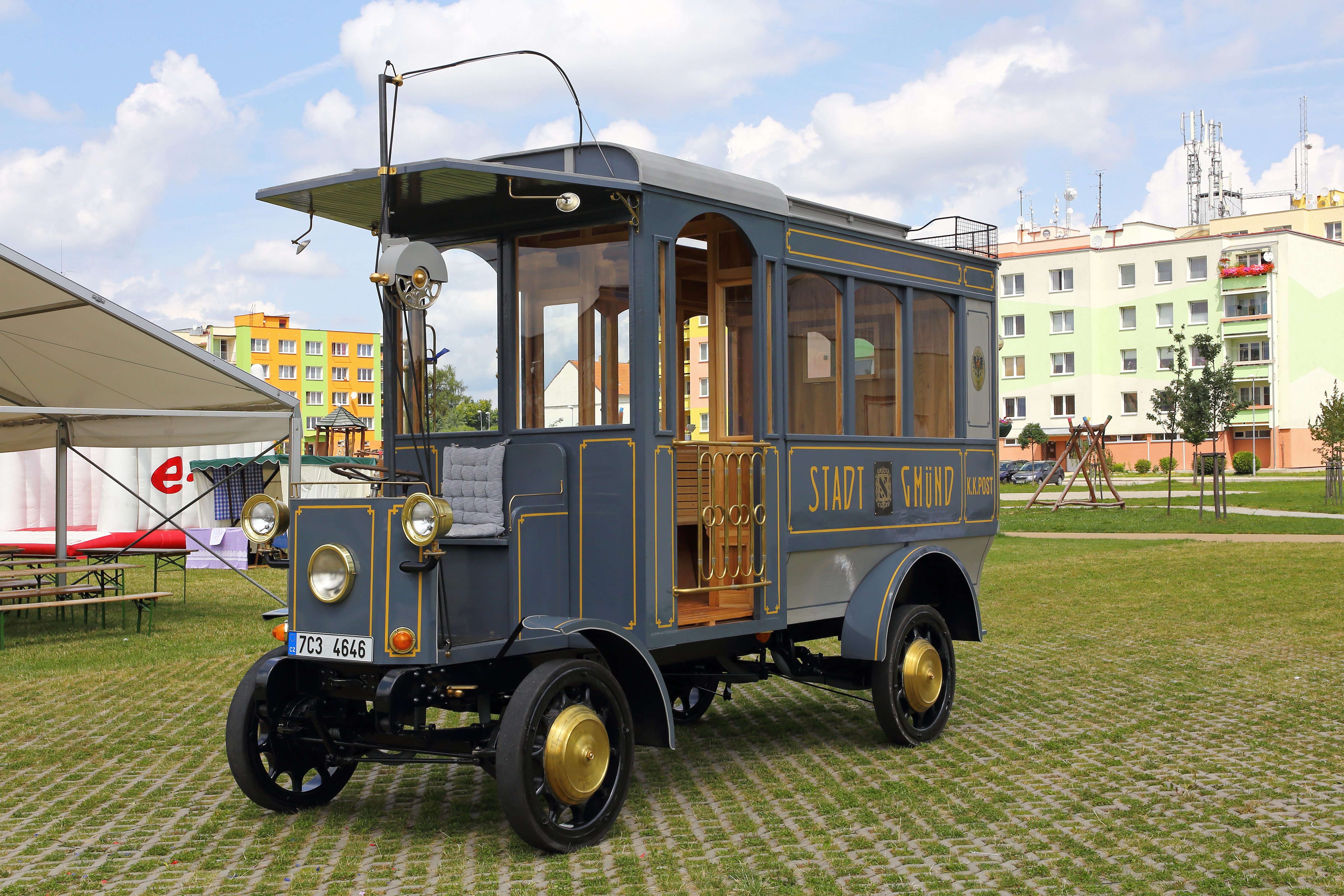
Der Nachbau in České Velenice, Juli 2016

Der Hotel- und Museumsbetreiber Jiří Kovář begann 2014 auf eigene Initiative mit Kollegen in einer Werkstätte in České Velenice mit dem Nachbau eines Wagens der Gleislosen Bahn von 1907. Dessen Fahrgestell wurde Ende Jänner 2016 fertiggestellt, die zugehörige Karosserie entstand bei Pilsen. Da keine Originalteile mehr existieren, handelt es sich um einen kompletten Neubau. Lediglich ein Lenkrad aus der damaligen Zeit konnte aufgetrieben werden. Finanziert wurde das Projekt von der Gemeinde České Velenice, die erste Fahrt fand im Juli 2016 statt. Bei dem Fahrzeug handelt es sich um einen Batteriebus, lediglich zur Veranschaulichung des früheren Prinzips soll noch ein kürzeres Stück funktionsloser Fahrleitung aufgehängt werden.

## Galerie

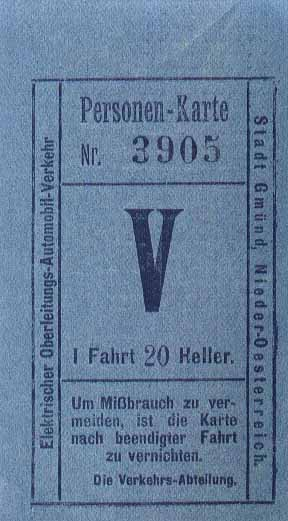
Ein Einzelfahrschein zu 20 Heller
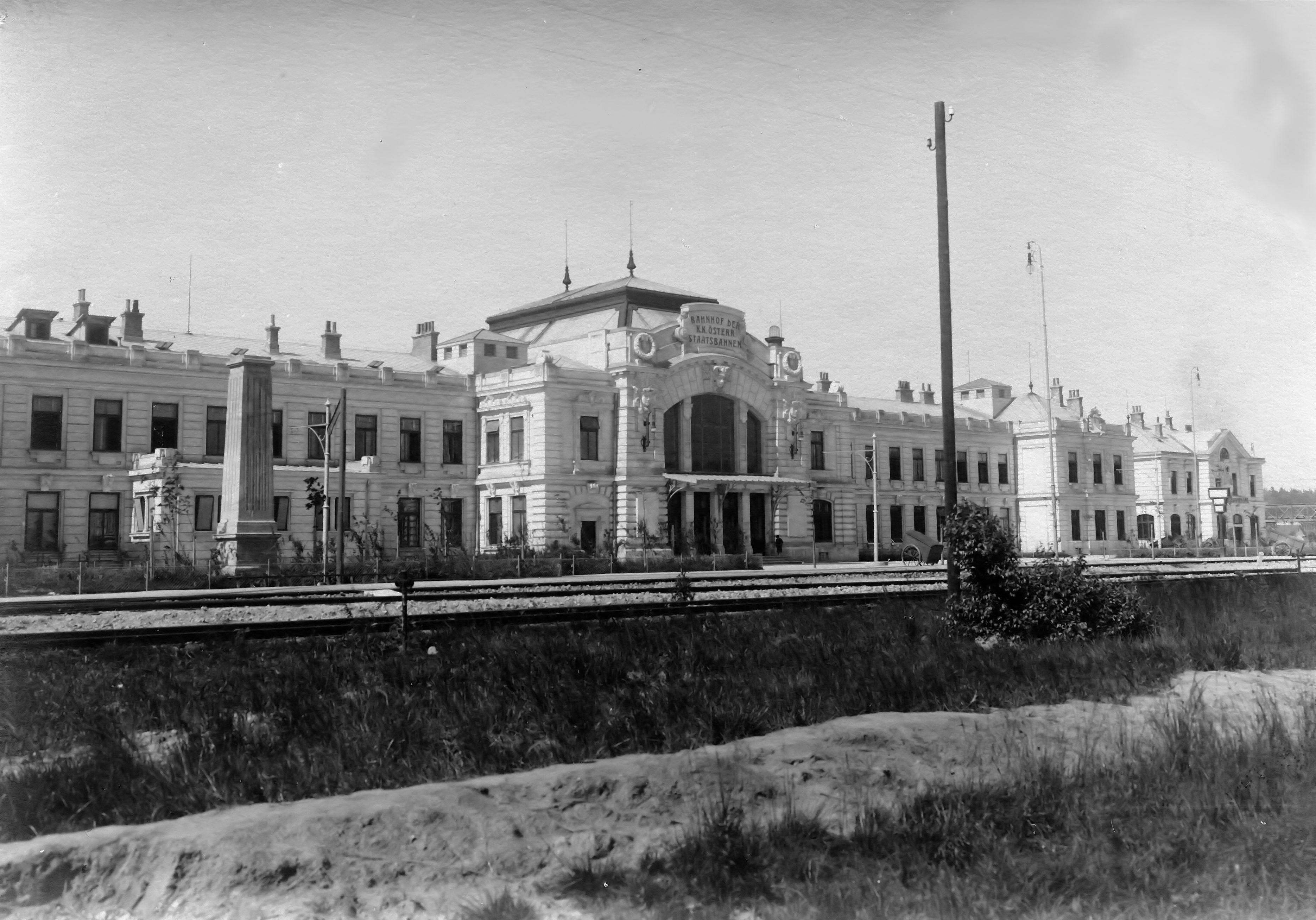
Der 1909 eröffnete neue Bahnhof, im Bild zwei Oberleitungsmasten
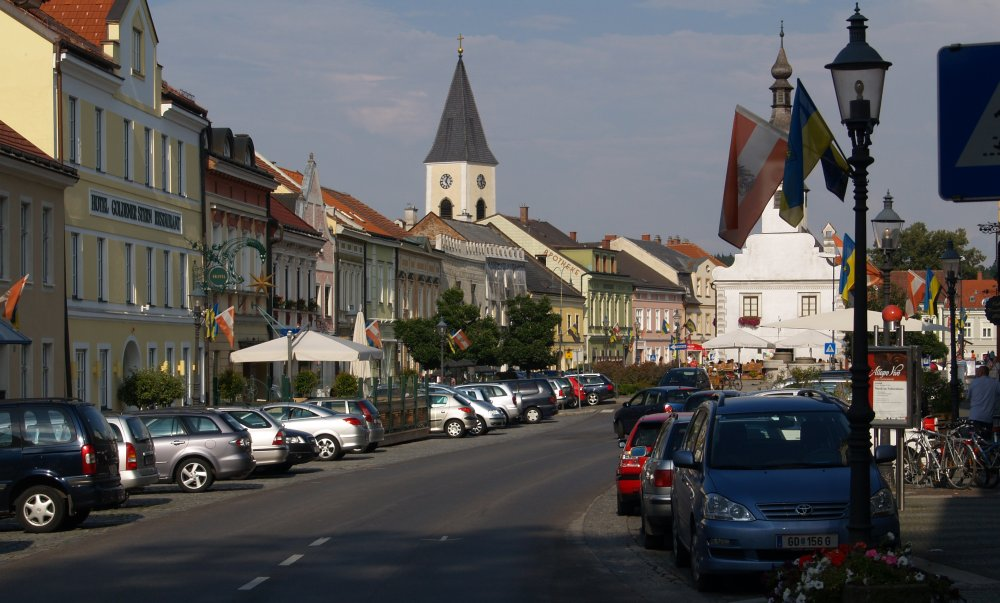
Auf dem Stadtplatz befand sich die stadtseitige Endstelle
Oberleitungsende vor dem Amtshaus der Stadt Gmünd, rechts im Bild die Einfahrtstore der Remise